# Afrofuturismo

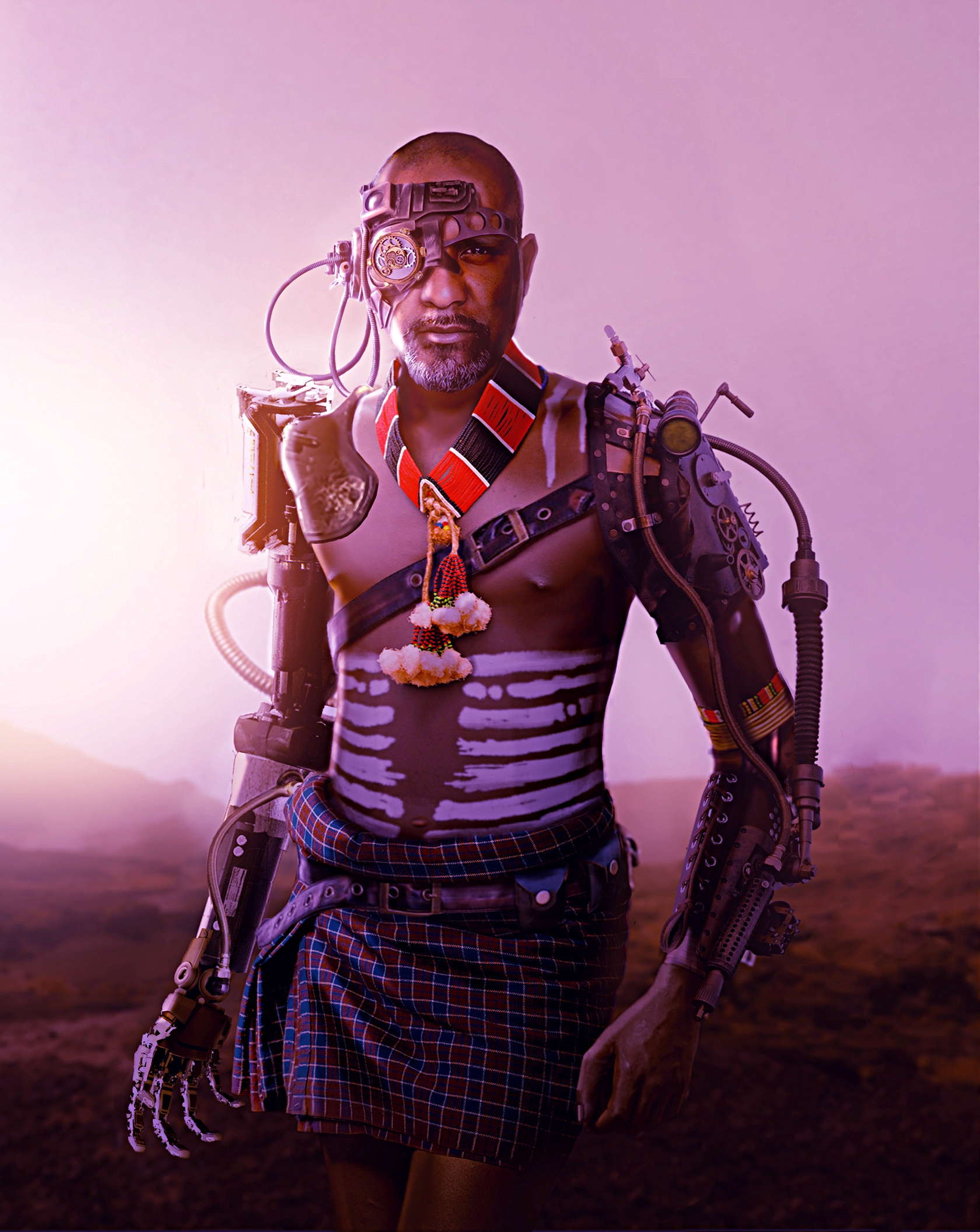
"Serengeti Cyborg", uma representação artística do Afrofuturismo por Fanuel Leul

O afrofuturismo é uma estética cultural, filosofia da ciência,  filosofia da história e filosofia da arte que combina elementos de ficção científica, ficção histórica, fantasia, arte africana e arte da diáspora africana, afrocentrismo e realismo mágico com cosmologias não-ocidentais para criticar não só os dilemas atuais dos negros, mas também para revisar, interrogar e reexaminar os eventos históricos do passado. Cunhado por Mark Dery em 1993 e explorado no final da década de 1990 através de conversas lideradas pela estudiosa Alondra Nelson. O afrofuturismo aborda temas e preocupações da diáspora africana através de uma lente de tecnocultura e ficção científica, abrangendo uma variedade de meios de comunicação e artistas com um interesse compartilhado em imaginar futuros negros que decorrem de experiências afrodiaspóricas. Os trabalhos semi-afrofuturísticos incluem as romances de Samuel Delany e Octavia Butler; as telas de Jean-Michel Basquiat e Angelbert Metoyer, e a fotografia de Renée Cox; os mitos explicitamente extraterrestre dos músicos do coletivo Parliament-Funkadelic, Jonzun Crew, Warp 9, Deltron 3030 e Sun Ra; e os quadrinhos do super-herói Pantera Negra da Marvel Comics.

## História
O afrofuturismo pode ser identificado nas práticas artísticas, científicas e espirituais em toda a diáspora africana. Apesar de o Afrofuturismo ter sido cunhado em 1993, os estudiosos tendem a concordar que a música, a arte e o texto afrofuturísticos tornaram-se mais comuns e difundidos no final da década de 1950. Lisa Yazsek, professora da Escola de Literatura, Mídia e Comunicação da Georgia Institute of Technology, argumenta que o romance Invisible Man de Ralph Ellison, publicado em 1952, deve ser pensado como um antecessor da literatura afrofuturista. Yaszek ilustra que Ellison se baseia em ideias afrotruturistas que ainda não haviam prevalecido na literatura afro-americana. Ellison critica as previsões tradicionais para o futuro dos negros nos Estados Unidos, mas também não oferece aos leitores um futuro diferente para se imaginar. Yaszek acredita que Ellison não oferece outros futuros para que a próxima geração de autores possa. Invisible Man pode não ser afrofuturista, no sentido de que não oferece um futuro melhor - ou mesmo nenhum - para os negros nos Estados Unidos, mas pode ser pensado como um chamado para que as pessoas comecem a pensar e a criar arte com uma mentalidade afrofuturista. Nesse sentido, Yaszek conclui que o romance de Ellison é um cânone na literatura afrofuturista, servindo de "esse tipo de futuro - arte histórica" para aqueles que o sucedem.
A prática contemporânea identifica e documenta retroativamente instâncias históricas da prática afrofuturista e as integra no cânone. Exemplos são as antologias Dark Matter, que apresentam ficção científica negra contemporânea, mas também incluem obras mais antigas de W. E. B. Du Bois, Charles W. Chesnutt e George S. Schuyler. Desde que o termo foi introduzido em 1994, a prática afrofuturista auto-identificada tornou-se cada vez mais onipresente.

### Desenvolvimento do meio do final do século XX
A abordagem afrofuturista na música foi proposta por Sun Ra. Nascido no Alabama, a música de Sun Ra surgiu em Chicago em meados da década de 1950, quando, junto com The Arkestra, começou a gravar canções baseadas no hard bop e fontes e modais, mas criou uma nova síntese, que também usava títulos afrocêntricos e temáticos reflete o vínculo de Ra com a cultura africana antiga, especificamente o Egito, e a vanguarda da era espacial. Durante muitos anos, Ra e seus companheiros de banda viveram, trabalharam e se apresentaram na Filadélfia enquanto faziam turnês em festivais de jazz e música progressiva em todo o mundo. A partir de 2016, a banda ainda está compondo e atuando, sob a liderança de Marshall Allen. O filme de Ra, Space Is the Place mostra The Arkestra em Oakland, em meados da década de 1970, em regalia de espaço completo, repleta de imagens de ficção científica, bem como outros materiais cômicos e musicais.
As ideias do afrofuturista foram retomadas em 1975 por George Clinton e suas bandas Parliament e Funkadelic com o álbum Mothership Connection como sua obra-prima e os subsequentes The Clones of Dr. Funkenstein, P-Funk Earth Tour, Funkentelechy Vs. the Placebo Syndrome, e Motor Booty Affair. Nos fundamentos temáticos da Mitologia P-Funk ("puro funk clonado"), Clinton em seu alter ego Starchild falou sobre "Afronauats certificados, capazes de funkitizar galáxias".
Outros músicos normalmente considerados como trabalhando ou influenciados pela tradição arofuturista incluem os produtores de reggae Lee "Scratch" Perry e Scientist, os artistas de hip hop Afrika Bambaataa e Tricky, a banda brasileira de manguebeat Nação Zumbi, os músicos eletrônicos Larry Heard, A Guy Called Gerald, Juan Atkins, Jeff Mills, Newcleus e Lotti Golden e Richard Scher, produtores de eletro hip hop Warp 9, compuseram de "Light Years Away", um relato de ficção científica de visitação alienígena antiga, descrito como uma "pedra angular do beatbox afrofuturista dos anos 80".

### Crítica cultural na década de 1990
No início da década de 1990, uma série de críticos culturais, notadamente Mark Dery em seu ensaio de 1994 "Black to the Future", começaram a escrever sobre as características que eles pareciam comuns na ficção científica, música e arte afro-americanas. Dery apelidou desse fenômeno "Afrofuturism". Segundo o crítico cultural Kodwo Eshun, o jornalista britânico Mark Sinker teorizava uma forma de afrofuturismo nas páginas de The Wire, uma revista de música britânica, no início em 1992.
As ideias afrofuturistas foram expandidas por estudiosos como Alondra Nelson, Greg Tate, Tricia Rose, Kodwo Eshun e outros. Em uma entrevista, Alondra Nelson explicou o afrofuturismo como uma forma de olhar para a posição da pessoa negra que abrange temas de alienação e aspirações para um futuro utópico. A ideia de "alien" ou "outro" é um tema que muitas vezes é explorado. Além disso, Nelson observa que as discussões em torno da raça, acesso e tecnologia muitas vezes reforçam afirmações acríticas sobre a chamada "divisão digital". A divisão digital insiste demais na associação da desigualdade racial e econômica com o acesso limitado à tecnologia. Esta associação então começa a construir a escuridão "como sempre oposição às cronologias de progresso tecnicamente conduzidas". Como uma crítica ao argumento neor crítico de que as identidades históricas do futuro acabarão com o estigma pesado, o afrofuturismo sustenta que a história deve continuar sendo uma parte da identidade, particularmente em termos de raça.

## Século 21
Uma nova geração de músicos abraçou o afrofuturismo em sua música e moda, incluindo Solange Knowles, Rihanna e Beyoncé. Esta tradição continua em trabalhos de artistas como Erykah Badu, Missy Elliott, Janelle Monáe e Ellen Oléria que incorporaram temas ciborgísticos e metálicos em seu estilo. Outros músicos do século XXI que tenham sido caracterizados como Afrofuturistas incluem a cantora FKA Twigs, o duo musical Ibeyi, e o DJ/produtor Ras G.
Janelle Monáe fez um esforço consciente para restaurar a cosmologia afrofuturista na vanguarda do urban contemporary. Seus trabalhos notáveis incluem os videos musicais "Prime Time" e "Many Moons", que exploram os domínios da escravidão e da liberdade através do mundo dos ciborgues e da indústria da moda. Ela é credenciada com o proliferante Afrofuturist funk em um novo Neo-Afrofuturism pelo uso de seu alter-ego inspirado em Metropolis, Cindi Mayweather,que incita uma rebelião contra a Grande Divisão, uma sociedade secreta, para libertar cidadãos que caíram sob sua opressão. Este papel ArchAndroid reflete as figuras afrofuturísticas anteriores, Sun Ra e George Clinton, que criaram seus próprios visuais como seres extraterrestres que resgatam afro-americanos das naturezas opressivas da Terra. Suas influências incluem Metropolis, Blade Runner e Star Wars. A Sociedade Coletiva de Artes Negras de Wondaland, da qual Monáe é fundadora, declarou: "Nós acreditamos que as canções são naves espaciais. Nós acreditamos que a música é a arma do futuro. Nós acreditamos que os livros são as estrelas". Outros artistas musicais que emergiram desde a virada do milênio considerado afrofuturista incluem dBridge, SBTRKT, Shabazz Palaces, Heavyweight Dub Champion, e "pioneiros tecnológicos" Drexciya (com Gerald Donald).
Uma série de autores contemporâneos de ficção científica/ficção especulativa também foram caracterizados como afrofuturistas ou empregando temas afrofuturistas. Nnedi Okorafor tem sido rotulado desta forma, tanto para sua novela Bindi, vencedora de um Prêmio Hugo, e para o seu romance Who Fears Death, Steven Barnes foi chamado de autor de afrofuturista por seus romances de história alternativa Lion's Blood e Zulu Heart. NK Jemisin, Nalo Hopkinson e Colson Whitehead também foram referidos como autores afrofuturistas.
Chicago é o lar de uma vibrante comunidade de artistas que exploram o afrofuturismo. Nick Cave, conhecida pelo seu projeto Soundsuits, ajudou a desenvolver talentos mais jovens como diretor do programa de moda graduada da Escola de Arte do Instituto de Chicago. Outros artistas incluem artistas visuais Hebru Brantley, bem como o artista contemporâneo Rashid Johnson, um nativo de Chicago atualmente com sede em Nova York. Em 2013, a residente de Chicago Ytasha L. Womack escreveu o estudo Afrofuturism: The World of Black Science Fiction and Fantasy e William Hayashi publicaram os três volumes de sua Trilogia de Darkside, que conta a história do que acontece na América, quando o país descobre que os afro-americanos vivem secretamente na parte de trás da lua desde antes da chegada de Neil Armstrong, uma visão extrema de segregação imposta pelos negros tecnologicamente avançados.
O movimento cresceu globalmente nas artes. A Sociedade Afrofuturista foi fundada pelo curador Gia Hamilton em Nova Orleans. Artistas como Demetrius Oliver de Nova York, Cyrus Kabiru de Nairobi, Lina Iris Viktor da Libéria e Wanuri Kahiu, do Quênia, mergulharam seu trabalho no cosmos ou na ficção científica.
O Afrofuturismo foi retratado em filmes populares como o longa-metragem Pantera Negra. A figurinista americana Ruth E. Carter deu vida à sua visão. Para melhor representar seu trabalho, ela emprestou ideias de verdadeiros designs africanos. "Para imaginar a nação africana fictícia de Wakanda, sem a influência de [colonizadores europeus], a Sra. Carter pegou emprestado de povos indígenas de todo o continente." No início de fevereiro de 2021, foi anunciado que as empresas de Idris Elba e Sabrina Dhowre (esposa de Idris) estariam desenvolvendo uma série de ficção científica, animação para adultos afrofuturista, provisoriamente intitulada Dantai, para a Crunchyroll, que seria sobre uma época em que a biotecnologia "criou uma lacuna cada vez maior entre os que têm e os que não têm". série também foi descrita como uma "série de ficção científica afropunk". Russell Contreras, em Axios, observou que o afrofuturismo está crescendo em popularidade, mesmo que alguns temam que ele seja cooptado, e escritores negros anunciaram, em 2021, "projetos afrofuturistas em torno de jogos e realidade virtual".

## Literatura e histórias em quadrinhos
A criação do termo afrofuturismo nos anos 90 foi frequentemente usada principalmente para categorizar "ficção especulativa que trata de temas afro-americanos e aborda preocupações afro-americanas no contexto da tecnocultura do século XX, foi expandida para incluir a arte, práticas científicas e espirituais em toda a diáspora africana. A prática contemporânea retroativamente identifica e documenta instâncias históricas da prática afrofuturista e as integra ao cânone. Por exemplo, as antologias Dark Matter editadas por Sheree Thomas apresentam ficção científica contemporânea, discutem Invisible Man de Ralph Ellison em sua introdução, "Looking for the Invisible" (Procurando o invisível), e também incluem obras mais antigas de WEB Du Bois, Charles W. Chesnutt e George S. Schuyler.
Lisa Yazsek argumenta que o romance de Ralph Ellison, de 1952, Invisible Man, deve ser pensado como um antecessor da literatura afrofuturista. Yaszek ilustra que Ellison se baseia em ideias afrofuturistas que ainda não eram predominantes na literatura afro-americana. Ellison critica as visões tradicionais do futuro dos negros nos Estados Unidos, mas não oferece aos leitores um futuro diferente para se imaginar. Yaszek acredita que Ellison não oferece outros futuros para que a próxima geração de autores possa. Invisible Man pode não ser afrofuturista no sentido de que não fornece um futuro melhor - ou mesmo qualquer - para pessoas negras nos Estados Unidos, mas pode ser encarado como um chamado para que as pessoas comecem a pensar e criar arte com um afrofuturista mentalidade. Nesse sentido, Yaszek conclui que o romance de Ellison é um cânone na literatura afrofuturista, servindo como apelo a "esse tipo de arte histórica futura" para aqueles que o sucederem.
A graphic novel Infinitum: An Afrofuturist Tale (2021_ de Tim Fielder, apresenta a narrativa parcialmente histórica de um rei africano imortal.
Em fevereiro de 2021, o New York Times relatou que no ano seguinte, os fãs veriam uma série de histórias em quadrinhos e quadrinhos com temas afrofuturistas, incluindo alguns dedicados ao gene ficcional e "reedições de títulos afrofuturistas de casas de quadrinhos como DC e Dark Horse." Isso inclui os novos romances After the Rain, Hardears, Black Star e Infinitum, este último de Tim Fielder, uma nova edição de Far Sector de N. K. Jemisin, Pantera Negra de Ta-Nehisi Coates e muitos outros quadrinhos relançados como E.X.O., juntamente com uma série animada chamada Iwájú. Na mesma época, o artista queniano Kevo Abbra, inspirado pelo afrofuturismo na década de 1990, foi entrevistado, explicando como a expressão artística se desenvolveu ao longo do tempo e seu estilo artístico atual. A primeira edição da nova série do Pantera Negra foi lançada em 16 de fevereiro.

## Diferenças entre Afrofuturismo e africanofuturism
Em 2019, Nnedi Okorafor, uma escritora nigeriana-americana de fantasia e ficção científica, começou a rejeitar fortemente o termo "afrofuturismo" como rótulo para seu trabalho e cunhou os termos "africanfuturism" e "africanjujuism" para descrever seus trabalhos e trabalhos como os dela. . Em outubro de 2019, ela publicou um ensaio intitulado "Defining Africanfuturism" que define ambos os termos em detalhes. Nesse ensaio, ela definiu o futurismo africano como uma subcategoria de ficção científica que está "diretamente enraizada na cultura, história, mitologia e ponto de vista africanos e não privilegia ou centraliza o Ocidente", é centrada em "visões otimistas em o futuro", e é escrito (e centrado em) "pessoas de ascendência africana" enquanto está enraizado no continente africano. Como tal, seu centro é africano, muitas vezes se estende pelo continente africano e inclui a diáspora negra, incluindo a fantasia que se passa no futuro, tornando a narrativa "mais ficção científica do que fantasia" e normalmente possui elementos místicos. Ela diferenciou isso do Afrofuturismo, que ela disse "posicionar temas e preocupações afro-americanas" no centro de sua definição. Ela também descreveu o Africanjujuism como uma subcategoria de fantasia que "reconhece a mistura perfeita das verdadeiras espiritualidades e cosmologias africanas existentes com o imaginativo".
Em agosto de 2020, Hope Wabuke, escritora e professora assistente da Universidade de Nebraska-Lincoln de inglês e escrita criativa, observou que o Afrofuturismo, cunhado por Mark Dery, um crítico branco, em 1993, trata de temas e preocupações afro-americanos no "contexto da tecnocultura do século XX", que foi posteriormente expandido por Alondra Nelson, argumentando que a concepção de negritude de Dery começou em 1619 e "é marcada apenas pelos 400 anos de violação da branquitude" que ele retratou como "potencialmente irreparável". Crítico desta definição, dizendo que faltam as qualidades da "imaginação diaspórica negra americana" e a capacidade de conceber a "negritude fora da diáspora negra americana" ou independente da brancura, Wabuke explica ainda como o africanofuturismo é mais específico e livra da "alteração do olhar branco e da mentalidade ocidental colonial de fato", livre do que ela chama de "olhar branco ocidental" e dizendo que esta é a principal diferença "entre Afrofuturismo e africanofuturismo." Ela acrescenta que, em sua opinião, o futurismo africano tem uma visão e uma perspectiva diferentes da "ficção e fantasia científica ocidental e americana dominante" e até mesmo do afrofuturismo, que é "casado com o olhar ocidental branco". Wabuke continua explicando os temas Africanfuturist e Africanjujuist em Okorafor's Who Fears Death e Zahrah the Windseeker, Akwaeke Emezi's Pet, e Buchi Emecheta's The Rape of Shavi.
Em fevereiro de 2021, Aigner Loren Wilson, do Tor.com, explicou a dificuldade de encontrar livros no subgênero porque muitas instituições "tratam o futurismo africano e o afrofuturismo como a mesma coisa", embora a distinção entre eles seja clara. Ela disse que o africanofuturismo é "centrado na e sobre a África e seu povo", enquanto o afrofuturismo é uma subcategoria de ficção científica que trata de "pessoas negras dentro da diáspora", muitas vezes incluindo histórias de pessoas fora da África, inclusive em "sociedades ocidentais colonizadas". Wilson delineou ainda uma lista de histórias e livros do gênero, destacando Africanfuturism: An Anthology (edited by Wole Talabi), Namwali Serpell's The Old Drift, Nnedi Okorafor's Lagoon, Nicky Drayden's The Prey of Gods, Oghenechovwen Donald Ekpeki's Ife- Iyoku, o Conto de Imadeyunuagbon e as War Girls de Tochi Onyebuchi. Outro crítico chamou Okorafor's Lagoon, que "relata a história da chegada de alienígenas à Nigéria", como uma obra africano-futurista que requer um leitor "ativamente engajado em cocriar o futuro alternativo que o romance está construindo", o que significa que o o leitor se torna parte da "conversa criativa".
Gary K. Wolfe revisou Africanfuturism: An Anthology, que foi editado por Wole Talabi, em fevereiro de 2021. Ele credita a Nnedi Okorafor por cunhar o "Africanfuturism", observando sua descrição de "FC mais centrada na África", embora diga que não tem certeza se o termo dela "Africanjujuism", um termo paralelo para fantasia, vai pegar. Apesar de dizer que ambos são úteis, ele diz que não gosta de como eles têm "a ver com a raiz, não com o prefixo", com o "futurismo" apenas descrevendo um pouco de ficção científica e fantasia. Ele ainda chama o livro de "sólida antologia", dizendo que desafia a ideia de ver a ficção científica africana como monolítica. As histórias do livro incluem "Egoli" de T. L. Huchu, "Yat Madit" de Dilman Dila, "Behind Our Irises" de Tlotlo Tsamaase, "Fort Kwame" de Derek Lubangakene, "Rainmaker" de Mazi Nwonwu, "Fruit of the Calabash" de Rafeeat Aliyu, "Lekki Lekki" de Mame Bougouma Diene e "Sunrise" de Nnedi Okorafor.
O escritor do Financial Times, David Pilling, escreveu que o afrocentrismo "baseia-se no passado, tanto real quanto imaginário, para retratar uma versão liberada do futuro" que é plantada na experiência africana, e não afro-americana. Ele também observa críticas ao Pantera Negra de alguns como Patrick Gathara, que diz que sua representação da África "difere pouco da visão colonial" e que um dos livros de Okorafor, Binti está sendo "adaptado para a televisão pelo Hulu", argumentando que seu sucesso é parte de uma onda de futurismo africano.

## Lista de afrofuturistas
- Fábio Kabral[6]
- Janelle Monáe
- Jean-Michel Basquiat
- Lu Ain-Zaila
- Sandra Menezes
- Octavia E. Butler
- Outkast
- Sun Ra
- Zaika dos Santos
- Ale Santos